# Tournai-sur-Dive
Tournai-sur-Dive es una comuna francesa situada en departamento de Orne, en la región de Normandía.

## Demografía
| 358 | 346 | 308 | 282 | 293 | 290 | 305 |
| Para los censos de 1962 a 1999 la población legal corresponde a la población sin duplicidades (Fuente: INSEE [Consultar]) |     |     |     |     |     |     |